# Lugal-e

Le Lugal-e (« Ô, Roi ! » en sumérien), ou Les exploits de Ninurta est un récit mythologique en sumérien, relatant la victoire du dieu Ninurta contre le démon Asag/Asakku et son armée.

## Titre et origines
Il tire en fait son nom du premier mot de la composition (lugal-e « roi », au cas ergatif) dans deux copies du premier millénaire, bien que les copies antérieures (paléo-babyloniennes) commencent simplement par lugal, omettant la terminaison du cas. Un indice en exposant l'identifie comme un « širsud de Ninurta » (un širsud signifiant sans doute « chant éternel ») ou « zami (louange) de Ninurta » selon la lecture des caractères cunéiformes. Avec 728 vers et arrangé sur jusqu'à 13 tablettes, Lugal-e est un poème dans lequel l'auteur a apparemment combiné peut-être trois mythes disparates en une seule composition littéraire. Il existe plus de 80 exemplaires existants mais ceux-ci présentent d'importantes variations textuelles. Ses origines remontent probablement à la fin du troisième millénaire avant notre ère.

## Composition
C'est un long chant (sumérien sìr) de 726 lignes, qui fait partie du cycle mythologique relatant les exploits guerriers du dieu Ninurta, et qui comprend également la victoire de celui-ci contre le démon Anzu. Le texte évoque surtout la dimension guerrière du dieu, mais également sa fonction agraire : 
Traduction des lignes 1 à 16 : "Roi ! Lumière et radiance sublimes ! Ninurta ! Champion, ultra puissant, qui à lui seul met en coupes réglées les pays Déluge, serpent-mirdu increvable, qui se déploie sur les rebelles. Héros ! (toujours) prêt au combat, plein d’une ardeur féroce. Seigneur dont la main ferme tient la massue, qui fauche la nuque des insoumis comme du blé. Ninurta, le roi ! Un fils dont la force procure de la joie au père. Héros qui recouvre les pays tel le Sirocco. Ninurta ! Couronne parfaite, l’arc-en-ciel, yeux chargés d’éclairs. Barbe que le Prince (= Enki) a rendue si brillante ! Progéniture unique (ou de serpent) qui tire sa force de lui-même. Fauve des confins qui s’enrage (= « tirant la langue ») contre le serpent, rugissant d’excitation. Ninurta le roi doté par Enlil d’un surcroît d’éclat de terreur. Héros dont le grand filet recouvre les méchants. Ninurta ! Ton éclat et ton ombre règnent sur le Pays Le courroux (t)’emporte contre les rebelles et transforme en tertres leurs assemblées. Ninurta le roi ! Fils qui prie toujours son père." (traduction M. Guichard).
La première partie du texte est consacrée au récit de l'affrontement entre Ninurta et le démon Asag, représentant les forces menaçantes des montagnes voisinant le pays de Sumer sur sa frange orientale, qui est appuyé par une armée de démons qui représentent des pierres : 
Traduction des lignes 16 à 32 : "Tandis qu’il occupait le siège, le grand podium, entouré d’un grand halo de lumière, qu’il faisait la fête, qu’il avait du plaisir et prenait ses aises, qu’il rivalisait avec An et Enlil et se délectait d’alcool, alors que (la déesse) Bawa était en train d’intercéder auprès de lui concernant les prières du roi, que Ninurta le fils d’Enlil fixait le destin, alors, l’arme du seigneur posa son regard sur la Montagne Šarur, de la hauteur (où elle était), dit à son roi : « Seigneur, installé sur le siège céleste, podium de la salle d’audience Ninurta tes décisions sont irrévocables, le destin que tu as fixé est légitimement entre tes mains. Mon roi ! Le ciel s’est accouplé à la terre verte. Ô Ninurta ! Elle lui a enfanté un héros sans crainte, Asag (« Agresseur »). Un enfant qui n’a pas eu à s’asseoir sur une nourrice, qui a déjà absorbé toute l’énergie du lait. Mon roi ! Il ignore l’éducation paternelle, c’est un meurtrier. Un intrépide, produit d’une lamentation, au visage sans vergogne. Ninurta ! C’est un mâle plein d’assurance, content de sa physionomie Mon héros ! C’est un taureau que je me dois de bousculer !" (traduction M. Guichard)
Avec l'aide de sa massue divinisée, nommée Šar-ur, il triomphe de ses adversaires, puis utilise leurs dépouilles pour construire des collines et procède également à l'invention de l'agriculture, réorganisant le monde après sa victoire.
Par la suite, il poursuit son action en renommant sa mère Ninmah, la « Grande Dame », en Ninhursag, la « Dame de la Montagne », puis il procède au jugement des pierres ayant appuyé Asag dans sa révolte, qui sont maudites et vouées à ne servir à rien, tandis que d'autres qui ne l'ont pas suivies sont bénies et se voient conférer une utilité pratique et sociale, qui sert d'explication mythologique à la fonction de ces matériaux dans la civilisation sumérienne.
Après cela, il rentre dans sa ville, Nippur, sur sa barque sacrée, et reçoit les louanges d'autres divinités, dont son père le grand dieu Enlil.